# Altes Gymnasium
Altes Gymnasium eller Flensborg lærde Skole er Flensborgs ældste skole. Gymnasiet blev oprettet af kong Frederik 2. i juli 1566. Opførelsen blev finansieret ved hjælp af et legat af den sidste flensborgske franciskanermunk Lütke Namensen. Skolen var en klassisk lærde skole med undervisningen i latin, græsk og hebræisk (gymnasium trilingue). I dag kan eleverne vælge mellem engelsk eller latin som første fremmedsprog.
Blandt skolens undervisere var også historikeren Conrad Engelhardt, der fra 1851 til landsforvisningen i 1864 var ansat som adjunkt. 
I 1914 flyttede skolen i den nuværende bygning på byens vestlige høj. I 1964 blev de første piger optaget på skolen. Skolens historiske bibliotek omfatter cirka 60.000 bind. 

## Kendte studenter fra skolen
- Theodor Brorsen, astronom
- Hans Mathias Fenger, teolog
- Thomas Balthasar Jessen, oversekretær
- Adolf Ditlev Jørgensen, historiker og rigsarkivar
- Peter Hiort Lorenzen, politiker og købmand
- Claus Manicus, læge og journalist
- Peter Ludvig Panum, læge og fysiolog